# ペナル＝デベ地域自治体
ペナル＝デベ地域自治体（ペナル＝デベちいきじちたい、英語: Penal–Debe）はトリニダード・トバゴの地域自治体である。首府はペナル。

## 隣接行政区画
- サンフェルナンド市
- プリンセス・タウン地域自治体
- シパリア行政区